# Evann Girault
Pour les articles homonymes, voir Girault.
Evann Jean Abba Girault (né le 25 août 2004 à Orléans) est un escrimeur franco-nigérien, avec pour arme de prédilection le sabre.

## Biographie
Evann Girault est né le 25 août 2004 à Orléans d'un père français, originaire d'Orléans et d'une mère nigérienne originaire de Zinder ; le Franco-Nigérien, qui débute l'escrime en 2016 après avoir pratiqué la gymnastique, étudie à l'université d'Orléans. Il est sacré champion de France universitaire au sabre à Strasbourg en 2023.
Vice-champion d'Afrique junior 2023, il est médaillé de bronze en sabre individuel aux Championnats d'Afrique d'escrime 2023 au Caire.